# Митков, Йордан
Йордан Манолов Митков (род. 3 апреля 1956, Асеновград) — болгарский тяжелоатлет, чемпион Болгарии (1979), чемпион Европы (1979), чемпион мира (1976), чемпион Олимпийских игр (1976). Заслуженный мастер спорта Болгарии (1975).

## Биография
Йордан Митков родился 3 апреля 1956 года в Асеновграде. Начал заниматься тяжёлой атлетикой в возрасте 12 лет под руководством Ивана Веселинова. Впоследствии поступил в софийское спортивное училище «Васил Левски», где на него обратил внимание выдающийся болгарский тренер Иван Абаджиев.
С середины 1970-х годов стал привлекаться в сборную Болгарии, где был вынужден конкурировать со старшим товарищем по команде Неделчо Колевым. В 1975 году на дебютном для себя чемпионате мира в Москве смог победить Колева в очном противостоянии и занял второе место после восточногерманского атлета Петера Венцеля. В 1976 году на чемпионате Европы в Берлине остался третьим, уступив не только Венцелю, но и советскому атлету Вардану Милитосяну. Несмотря на эту относительную неудачу, отобрался в состав болгарской сборной на Олимпийских играх в Монреале и уверенно превзойдя как Венцеля, так и Милитосяна, завоевал золотую медаль.
В следующем олимпийском цикле продолжил выступать очень неровно. В 1977 году был лишь пятым на чемпионате мира в Штутгарте. В 1979 году выиграл чемпионат Европы в Варне, однако на чемпионате мира в Салониках не смог выполнить ни одной попытки в толчке и не попал в зачёт.
В 1980 году пытался побороться за место в сборной Болгарии на Олимпийских играх в Москве, но заболел гепатитом, из-за которого был вынужден завершить свою спортивную карьеру в возрасте 24 лет. В дальнейшем работал тренером и преподавателем физической культуры в родном городе, стал первым Почётным гражданином Асеновграда.